# Kate McGarrigleová
Kate McGarrigleová, CM, nepřechýleně Kate McGarrigle (6. února 1946 Montreal, Québec, Kanada – 18. ledna 2010 tamtéž) byla kanadská zpěvačka a akordeonistka. Spolu se svou sestrou Annou tvořila hudební duo Kate & Anna McGarrigle. S Loudonem Wainwrightem III měla děti Rufuse Wainwrighta a Marthu Wainwrightovou.